# Сагар (округ)
Сагар (хинди सागर जिला; англ. Sagar) — округ в индийском штате Мадхья-Прадеш. Административный центр — город Сагар. Площадь округа — 10 252 км². По данным всеиндийской переписи 2001 года население округа составляло 2 021 987 человек. Уровень грамотности взрослого населения составлял 67,7 %, что выше среднеиндийского уровня (59,5 %). Доля городского населения составляла 29,2 %.